# كاسالي دي سكودوسيا
كاسالي دي سكودوسيا (بالإيطالية: Casale di Scodosia)‏ هي بلدية في مقاطعة باذوة في منطقة فنيتة الإيطالية، وتقع على بعد 70 كيلومترًا (43 ميلًا) جنوب غرب مدينة البندقية، و40 كيلومترًا (25 ميلًا) جنوب غرب باذوة.